# Friedrun
Friedrun ist ein männlicher und weiblicher Vorname.

## Namensträger
- Friedrun Reinhold (* 1962), deutscher Fotograf, Dozent und Autor

## Namensträgerinnen
- Friedrun Huemer (* 1944), österreichische Politikerin